# Unidade indipendentista
L’Unidade indipendentista en français : « Unité indépendantiste » est un parti politique italien de la Sardaigne fondé en 2009, en vue des élections régionales des 15 et 16 février 2009.
Son leader est Gianfranco Sollai. Cette formation regroupe quatre mouvements indépendantistes :
- Sardigna Natzione Indipendentzia ;
- A Manca pro s'indipendentzia
- A foras ;
- Juventude indipendentista 28 de abrili

Son slogan est « libres, respectés, égaux ».
Aux élections régionales de février 2009, Gianfranco Sollai obtient seulement 4 887 voix (0,55 %) et la liste associée 3 012 voix (0,45 %).